# Bomberman Fantasy Race
 (janvier 2017).
Si vous disposez d'ouvrages ou d'articles de référence ou si vous connaissez des sites web de qualité traitant du thème abordé ici, merci de compléter l'article en donnant les références utiles à sa vérifiabilité et en les liant à la section « Notes et références ».
Bomberman Fantasy Race (ボンバーマン ファンタジーレース) est un jeu vidéo de course développé par Graphic Research Inc. et édité par Hudson Soft, sorti en 1998 sur PlayStation. Il est ressorti en 2008 sur PlayStation 3 et PlayStation Portable.

## Système de jeu
Bomberman Fantasy Race est un jeu vidéo en 3D avec aussi la possibilité de jouer à deux sur la même course. Il permet de choisir six personnages, puis l'un d'entre eux est sélectionné pour entrer dans une course. Le joueur doit d'abord, avant de jouer dans une course, poser son argent dans une banque, qu'il gagnera au fur et à mesure de ses victoires.

## Personnages
Les personnages dans Bomberman Fantasy Race sont les suivants : White Bomber, considéré comme le héros de la série Bomberman ; Black Bomber, son rival ; Pretty Bomber, un personnage déjà apparu dans Super Bomberman 2, et enfin, Mach Bomber, qui dit toujours qu'il est né pour courir.

## Créatures
Après la sélection d'un personnage Bomber, il y a aussi des secondaires :
- Green Louie, pas très rapide mais il balance ;
- Hopping Louie, saute autant que les autres mais n'est pas plus rapide ;
- Tri Louie, accélère comme les autres Louie mais son endurance est faible ;
- Soaring Louie, très bien avec le saut du triangle, le meilleur pour les courses ;
- Hyper Louie, très rapide comme les autres créatures de la même écurie ;
- Blue Tirra, autant rapide que le Green Louie, mais ne peut pas sauter aussi haut ;
- Brave Tirra, la meilleure endurance, lui permettant de fonctionner à la vitesse supérieure dans une course courte ;
- Flying Tirra, le Tirra avec un meilleur saut ,
- Mighty Tirra, défense solide, mais il est difficile de le faire tomber avec des explosions ;
- Super Tirra, la meilleure Tirra, qui est un même match qu'un Hyper Louie.

## Courses
Une course est possible avec le bomber de son choix. Il suffit que celui-ci empoche la somme suffisante pour en débloquer d'autres.

## Musique
Les musiques d'ambiance accompagnent un circuit. On peut aussi les écouter dans les options.
1. Bomber Circuit
2. Bomber Coaster Lake
3. Waka Island Beachside
4. Bazukan Ski Course
5. Star Express
6. Dyna Mountain
7. Bomber Castle
8. Highway Star Road

## Accueil
Selon GameRankings, le jeu a reçu des critiques mitigées, avec un score de 61%, basées sur huit avis. Il a été examiné par IGN, qui a dit que « bien qu'il manque une montée d'adrénaline, Bomberman Fantasy Race est un bon jeu »[réf. nécessaire].